# Толмачово (Ленінградська область)
Толмачово (до 1919 року — станція Преображенська) — селище міського типу, адміністративний центр Толмачовського міського поселення, Лузький район, Ленінградська область, Росія.

## Географія
Селище розташовано у центральній частині району на правому березі річки Луга. У селищі є станція Толмачово залізничної лінії Санкт-Петербург—Луга.
За 2 кілометри на схід проходить автошлях «Псков».

## Історія

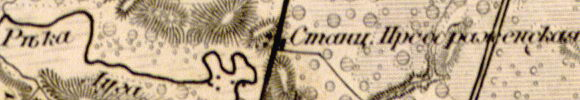
План селища Толмачово. 1863

Населений пункт виник 1858 року під час будівництва залізниці Санкт-Петербург — Варшава.
У XIX — на початку XX століття станція адміністративно належала до Перечицької волості 1-го стану Лузького повіту Санкт-Петербурзької губернії.
За даними «Пам'ятної книжки Санкт-Петербурзької губернії» за 1905 рік населений пункт називався селище Преображенське. 360 десятин землі у Преображенському належали почесному громадянину Миколі Валентиновичу Сазікову, а також 5 десятин — архітектору Свіньїну та нащадкам професора Академії мистецтв Шишкіна.
До 1919 мало статус селища при станції Преображенській, оскільки в околицях станції квартирував Преображенський кавалерійський полк. 1919 селище було перейменовано на честь революціонера Миколи Толмачова.
З 1917 до 1927 року існувала Толмачовська волость Лузького повіту.
За даними 1933 року Толмачово було дачним селищем та адміністративним центром Толмачовської сільради Лузького району, до якої входили 13 населених пунктів: села Болото, Жельці, Заполля, Кемка, Пустинь, Сітенка й дачні селища Железо, Ляпунов Двір, Плоске, Скобельцино, Толмачово, Шалога загальним числом населення 2 504 особи.
Станом на 1 січня 1935 року населення дачного селища Толмачово становило 1 600 осіб.
1936 року до складу Толмачовської сільради входили 15 населених пунктів, 1034 господарства й 7 колгоспів.

## Населення
| 1862  | 1926  | 1935  | 1939  | 1945  | 1949  | 1959  |
| ----- | ----- | ----- | ----- | ----- | ----- | ----- |
| 17    | ↗904  | ↗1600 | ↗1767 | ↗2191 | ↘2030 | ↗3377 |
| 1970  | 1979  | 1989  | 1997  | 2002  | 2007  | 2009  |
| ↗3650 | ↗3797 | ↗3948 | ↘3600 | ↘3378 | ↘3100 | ↘2862 |
| 2010  | 2012  | 2013  | 2014  | 2015  | 2016  | 2017  |
| ↗3232 | ↘3168 | ↘3055 | ↘2993 | ↘2956 | ↘2937 | ↘2911 |
| 2018  | 2019  | 2020  |       |       |       |       |
| ↘2862 | ↘2811 | ↘2760 |       |       |       |       |

## Економіка
У селищі розміщується завод залізобетонних виробів і металоконструкцій на правому березі річки Луга. На лівому березі розташовано Лузький завод залізобетонних виробів. Також у селищі розташований Лузький комбікормовий завод.
Неподалік від селища Толмачово розташований нині закритий будинок відпочинку «Живий струмок».

## Транспорт

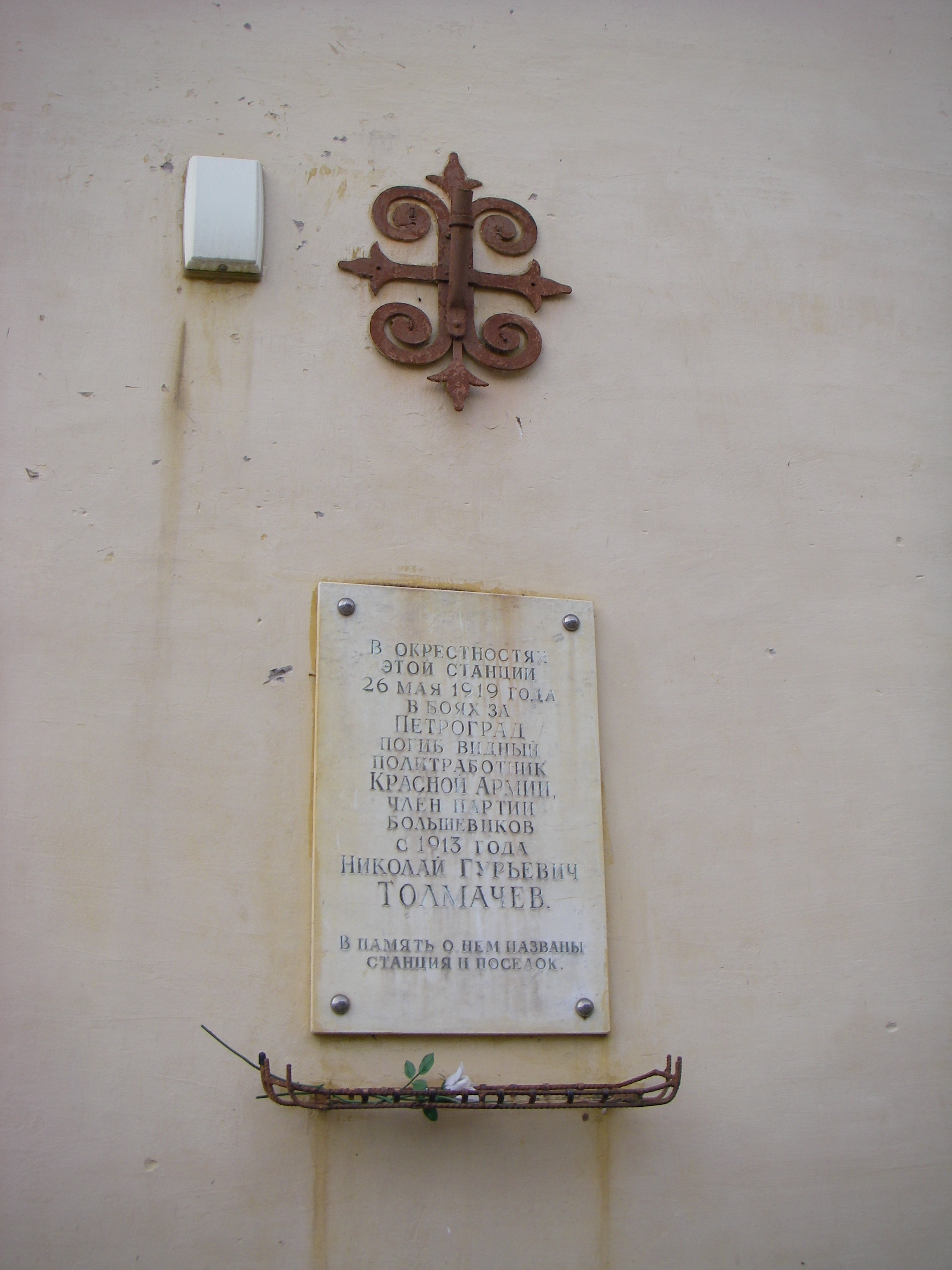
Меморіальна дошка на будівлі станції

Селище розташовано за 124 кілометри на південь від Санкт-Петербурга й за 15 км на північ від районного центру, міста Луги, на обох берегах річки Луги. Два зупинних пункти приміського залізничного сполучення: на правому березі річки Луга — станція Толмачово, на лівому березі — платформа Партизанська. На обох зупиняються всі приміські електропоїзди, окрім експресів Санкт-Петербург — Луга — Санкт-Петербург і швидкого приміського поїзда «Плесковъ» Санкт-Петербург — Псков — Санкт-Петербург.
На річці Луга є пристань, розташована на правому березі, біля станції Толмачово. До початку 1990-их років на річці діяла регулярна пасажирська лінія Толмачово — Хілок. У Толмачово була суднобудівна верф і річковий вокзал. У 1980-их роках пасажирське сполучення здійснювалось пароплавами типу «Зірниця», нині судноплавство річкою практично відсутнє, будівля верфі руйнується.
Автобусне сполучення з містом Луга та найближчими селами. Лівобережною частиною селища проходять автобусні маршрути 110 «Луга — Миколаївське» та 110Б «Луга — Осьміно».

## Освіта і культура
У селищі є середня школа. Офіційною датою заснування школи вважається 1 листопада 1901 року. Є також музична школа й дитячий садок. До числа освітніх закладів належить Толмачовський дитячий будинок.
Заклади культури представлені муніципальним закладом «Соціально-культурний центр дозвілля й відпочинку», до складу якого входять будинок культури в Толмачово, а також клуби й бібліотеки у населених пунктах Толмачовського міського поселення

## Відомі люди
Поряд із сучасним селищем, у садибі Затишшя жив російський письменник Михайло Салтиков-Щедрін.